# Sarah Hall
Sarah Hall (Carlisle, 1974) è una scrittrice britannica.

## Biografia
Nata nel 1974 a Carlisle, contea di Cumbria, vive e lavora nella Carolina del Nord.
Si è laureata all'Università di Aberystwyth in Inglese e Storia dell'Arte e successivamente ha ottenuto un Master of Letters in scrittura creativa all'Università di St. Andrews dove ha insegnato per un anno.
Ha esordito nella narrativa nel 2002 con Haweswater (vincitore del Commonwealth Writers’ Prize nella sezione Opera Prima e del Betty Trask Award) e in seguito ha pubblicato altri 4 romanzi e 3 raccolte di racconti ottenendo numerosi riconoscimenti tra i quali il Premio James Tiptree Jr. nel 2007 per The Carhullan Army.
Nel 2007 è stata eletta membra della Civitella Ranieri Foundation e nel 2016 della Royal Society of Literature.

## Opere

### Romanzi
- Haweswater (2002)
- The Electric Michelangelo (2004)
- Le figlie del nord (The Carhullan Army, 2007), Milano, Baldini & Castoldi, 2016 traduzione di Massimo Rigo ISBN 978-88-6852-876-8.
- Ritratto di un uomo morto (How to Paint a Dead Man, 2009), Fidenza, Gran via, 2011 traduzione di Fiorella Moscatello e Giovanna Scocchera ISBN 978-88-95492-20-9.
- La terra dei lupi (The Wolf Border, 2015), Milano, Mondadori, 2017 traduzione di Federica Aceto ISBN 978-88-04-66194-8.

### Racconti
- La bella indifferenza (The Beautiful Indifference, 2011), Narni, Gran via, 2014 traduzione di Giovanna Scocchera ISBN 978-88-95492-27-8.
- Mrs Fox (2014)
- Madame Zero (2017)
- Sudden Traveler: Stories (2019)

## Premi e riconoscimenti
- Betty Trask Award: 2003 per Haweswater
- Commonwealth Writers' Prize per il miglior libro d'esordio: 2003 per Haweswater
- John Llewellyn Rhys Prize: 2007 per The Carhullan Army[7]
- Premio James Tiptree Jr.: 2007 per The Carhullan Army
- BBC National Short Story Award: 2013 per Mrs Fox e 2020 per The Grotesques[8]